# Lasowice Wielkie (województwo opolskie)
Lasowice Wielkie (dodatkowa nazwa w j. niem. Gross Lassowitz) – wieś w Polsce, położona w województwie opolskim, w powiecie kluczborskim, w gminie Lasowice Wielkie.
Miejscowość jest siedzibą gminy Lasowice Wielkie (od początku 2006, do końca 2005 w Lasowicach Małych).
W latach 1954–1961 wieś należała i była siedzibą władz gromady Lasowice Wielkie, po jej zniesieniu w gromadzie Chudoba. 
Jest położona na Górnym Śląsku, w pobliżu drogi krajowej nr 45, nad lokalnym dopływem rzeki Bogacicy, na nizinnych terenach Równiny Opolskiej (stanowiącej część obszaru Niziny Śląskiej) i skraju Stobrawskiego Parku Krajobrazowego.

## Nazwa
W alfabetycznym spisie miejscowości na terenie Śląska wydanym w 1830 roku we Wrocławiu przez Johanna Knie wieś występuje pod polską nazwą wielkie Lassowice oraz niemiecką Gross Lassowitz.
W okresie nazistowskiego reżimu w latach 1936-45 nazistowska administracja III Rzeszy zmieniła nazwę na nową, całkowicie niemiecką - Oberwalden; w przeszłości także Polnisch Lassowitz.

## Religia
Na terenie wsi działalność duszpasterską prowadzi parafia ewangelicko-augsburska oraz rzymskokatolicka.

## Zabytki
Do wojewódzkiego rejestru zabytków wpisane są:
- kościół parafialny Wszystkich Świętych, drewniany, 1599 r., należący do rzymskokatolickiej parafii w Lasowicach Wielkich, obejmującej również Jasienie i Trzebiszyn
- park dworski.